# Anopheles lloreti
Anopheles lloreti är en tvåvingeart som beskrevs av Gil Collado 1936. Anopheles lloreti ingår i släktet Anopheles och familjen stickmyggor. Inga underarter finns listade i Catalogue of Life.